# Sicherheitsschaltgerät
Ein Sicherheitsschaltgerät realisiert Sicherheitsfunktionen bei Maschinen und Anlagen, insbesondere bei solchen mit elektrischen Antrieben. Sie überwachen gefahrbringende Funktionen und sollen das Gefährdungsrisiko für das Bedienpersonal durch geeignete Maßnahmen auf ein akzeptables Maß reduzieren. Ein Sicherheitsschaltgerät ist für das Funktionieren einer Maschine nicht erforderlich, es dient nur zur Gewährleistung der Sicherheitsfunktion.

## Sicherheitsfunktionen
Typische Sicherheitsfunktionen sind:
- Notaus / Nothalt
- Schutztürüberwachung
- Lichtschranke
- Schaltmatte
- Zweihandschaltung

## Grundlage für Sicherheitsschaltgeräte
Steuerungen von Maschinen müssen so konzipiert und gebaut sein, dass es nicht zu Gefährdungssituationen kommt. Insbesondere müssen Steuerungen so ausgelegt und beschaffen sein, dass
- sie den zu erwartenden Betriebsbeanspruchungen und Fremdeinflüssen standhalten.
- ein Defekt der Hard- oder Software der Steuerung nicht zu Gefährdungssituationen führt.
- Fehler in der Logik des Steuerkreises nicht zu Gefährdungssituationen führen.
- vorhersehbare Bedienungsfehler nicht zu Gefährdungssituationen führen.

Weder ein Fehler im Gerät noch ein Fehler in extern angeschalteten Sensoren oder Aktoren darf zum Verlust der Sicherheitsfunktion führen.
Können diese Vorgaben nicht durch adäquate Konstruktion der Maschine erfüllt werden, müssen weitere Maßnahmen, wie z. B. Einsatz von Sicherheitsschaltgeräten, getroffen werden. 

## Aufbau und Funktion
Sicherheitsschaltgeräte unterscheiden sich in der technischen Realisierung:
- Klassisch auf Basis kontaktbehafteter Relaistechnik.
- Mit elektronischer Auswertung und kontaktbehafteten potentialfreien Ausgängen.
- Vollelektronische Geräte mit Halbleiterausgängen.

### Erhöhte Sicherheit bei kontaktbehafteten Schaltern
Ein herkömmliches Schaltrelais verwendet eine Drahtspule und die damit hervorgerufene mechanische Bewegung der Metallkontakte zum Ein- und Ausschalten der Last. Nach wiederholten Schaltzyklen oder bei Fehlern können die Metallkontakte verschweißen. Wenn das passiert ist und der Bediener den Nothaltschalter betätigt, würde die Maschine weiterlaufen. Dadurch entstünde ein gefahrbringender Zustand für den Bediener oder weitere Personen im Bereich der Maschine. Die Sicherheitsstandards sehen daher vor, statt einfacher Relais bzw. Schützen, die Anwendung von Relais und Schützen mit zwangsgeführten Kontakten vor.

## Relevante Normen
- Maschinenrichtlinie 2006/42/EG des europäischen Parlaments und des Rates
- EN ISO 13849-1, Sicherheit von Maschinen - Sicherheitsbezogene Teile von Steuerungen - Teil 1: Allgemeine Gestaltungsleitsätze
- EN 62061, Sicherheit von Maschinen - Funktionale Sicherheit sicherheitsbezogener elektrischer, elektronischer und programmierbarer elektronischer Steuerungssysteme